# TM NETWORK tribute LIVE 2003
『TM NETWORK tribute LIVE 2003』（ティーエム・ネットワーク・トリビュート・ライブ・2003）は、日本の音楽ユニットTM NETWORKが2005年4月8日にリリースした映像作品。

## メンバー
- 宇都宮隆：ボーカル・ギター
- 木根尚登：ギター・コーラス ・エレクトリック・ピアノ(1/2の助走のみ)・ベース(フォークコーナーのみ)

## サポートメンバー
- 葛城哲哉：ギター・コーラス
- 阿部薫：ドラムス
- 浅倉大介：キーボード

## 解説
翌年（2004年）の20周年に向けて「前夜祭」として行われた『tribute LIVE』シリーズ第1弾。
コンセプトは、『普段お目にかかれない曲も披露する』と『原曲に忠実に演奏する』。1980年代のTMのライブでは、アレンジや構成を変えてライブならではの演奏することが前提となっていた（TM NETWORK tribute LIVE 2005のパンフレットより）
宇都宮隆、木根尚登の2人が中心となって、葛城哲哉、阿部薫、浅倉大介のサポートメンバー3人と共に行ったライブツアーである。このツアーに小室哲哉は不参加となっており、当時小室はglobeや他の面での活動が忙しかったためと思われる。このツアーを行うにあたり、小室は自分の代役に浅倉大介を指名しており、内容についても小室本人公認のもと行われている。本作及び、後年リリースされるこのシリーズのDVDは一般のCD・レコード店での取り扱いは無く、新星堂のみの独占販売となっている。

## 収録曲
2003年6月27日Zepp Tokyoにて行われたライブ映像を収録。
1. GIVE YOU A BEAT
  - 作詞・作曲：小室哲哉・木根尚登　編曲：小室哲哉
2. WILD HEAVEN
  - 作詞：小室みつ子　作曲・編曲：小室哲哉
3. GET WILD '89
  - 作詞：小室みつ子　作曲：小室哲哉　編曲：ピート・ハモンド
4. DON'T LET ME CRY
  - 作詞：神沢礼江　作曲・編曲：小室哲哉
5. BEYOND THE TIME (メビウスの宇宙を越えて)
  - 作詞：小室みつ子　作曲・編曲：小室哲哉
6. FOOL ON THE PLANET
  - 作詞：小室みつ子　作曲：木根尚登　編曲：小室哲哉
7. THE POINT OF LOVERS' NIGHT
  - 作詞・作曲・編曲：小室哲哉
8. 永遠のパスポート
  - 作詞：SEYMOUR　作曲：小室哲哉・木根尚登　編曲：小室哲哉
9. 1/2の助走
  - 作詞：西門加里　作曲：木根尚登　編曲：小室哲哉
10. GIRL
  - 作詞：神沢礼江　作曲・編曲：小室哲哉
11. SPANISH BLUE
  - 作詞：小室みつ子　作曲：小室哲哉・木根尚登　編曲：小室哲哉
12. VAMPIRE HUNTER D
  - 作曲・編曲：小室哲哉
13. KISS YOU
  - 作詞：小室みつ子　作曲・編曲：小室哲哉
14. COME ON LET'S DANCE
  - 作詞：神沢礼江　作曲・編曲：小室哲哉
15. LOVE TRAIN
  - 作詞・作曲・編曲：小室哲哉
16. YOU CAN DANCE
  - 作詞：西門加里　作曲・編曲：小室哲哉
17. SELF CONTROL
  - 作詞：小室みつ子　作曲・編曲：小室哲哉
18. SEVEN DAYS WAR
  - 作詞：小室みつ子　作曲・編曲：小室哲哉
19. ALL-RIGHT ALL-NIGHT
  - 作詞：小室みつ子　作曲・編曲：小室哲哉
20. DIVE INTO YOUR BODY
  - 作詞：小室みつ子　作曲・編曲：小室哲哉